# بویان برنوویچ
بویان برنوویچ (انگلیسی: Bojan Brnović؛ زادهٔ ۱۰ فوریهٔ ۱۹۷۹) بازیکن فوتبال اهل مونته‌نگرو بود.
از باشگاه‌هایی که در آن بازی کرده‌است می‌توان به باشگاه فوتبال دیوری ای‌تی‌او، باشگاه فوتبال دبرتسنی، و باشگاه فوتبال پارتیزان اشاره کرد.
وی همچنین در تیم‌های ملی فوتبال زیر ۲۱ سال صربستان و صربستان و مونته‌نگرو بازی کرده‌است.